# 卡夫拉 (科尔多瓦省)
卡夫拉，是西班牙安达卢西亚自治区科尔多瓦省的一个市镇。总面积229平方公里，总人口20598人（2001年），人口密度90人/平方公里。